# Stent

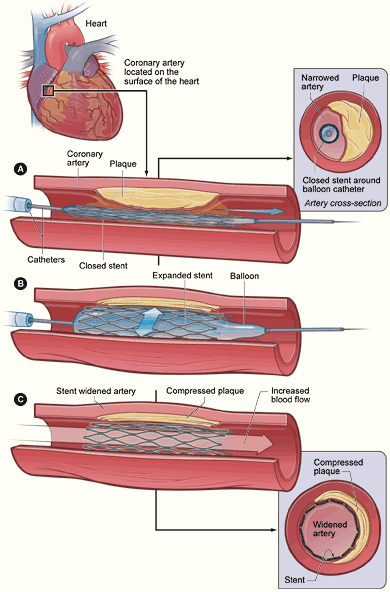
Katetrizace, tj. zavádění kovového stentu tepnou do postiženého místa pacienta

Stent je zdravotnický prostředek trubicového tvaru umístěný v těle tak, aby udržel průchodnost trubicové struktury, která je zúžena, nebo uzavřena. Stentů je v současnosti mnoho druhů, využívaných na různé účely. Například od samo-expandabilních stentů ve věnčitých tepnách až po jednoduché stenty z umělých hmot v močových trubicích.

## Historie
Původ slova stent pochází od anglického zubaře Charlese Thomase Stenta (1807-1885), známého pro jeho pokroky v zubních protézách. Historicky první implantaci stentu do pacienta provedli Jacques Puel a Ulrich Sigwart v Toulouse ve Francii roku 1986. Stent byl využit jako prevence restenózy (znovu zúžení) cévy v kardiochirurgii. O rok později, Julio Palmaz (známý pro svůj patent - balonkem dilatovaného stentu) a Richard Schatz implantovali podobný stent v Německu. Použití těchto kovových stentů pomohlo k redukci restenózy v kardiochirurgii z 30-40% na 20-30%. Pro další snížení incidence restenózy byly zavedeny stenty uvolňujících léčivo (DES – drug-eluting stent), kde se povedlo dosáhnout snížení restenózy až na 5%. V současnosti se vylepšováním stentů zabývá mnoho výzkumných center na celém světě.

## Typy stentů
Stenty mohou být děleny buď podle využití, nebo podle použitých materiálů.

### Stenty dle užití
| Název               | Popis | Ilustrace |
| ------------------- | --- | --------- |
| Ureterální stenty   | Tento stent je umístěn v močovodu, cílem stentu je zajistit průchodnost moči a to buď dočasně, nejčastěji po operaci, kde se urolog obává ucpání močovodu jako reakci na poškození okolní tkáně. Další možností je v některých případech zanechat stent trvale, například při chronickém ucpávání močovodu.        |           |
| Prostatické stenty  | Prostatický stent se používá k udržení průchodné močové trubice v případě prostatické obstrukce. Příčinami prostatické obstrukce může být benigní hyperplazie prostaty (nezhoubné zvětšení prostaty), která může vzniknout také akutně hned po léčbě benigní hyperplazie, karcinomu prostaty nebo po radioterapii. |           |
| Jícnové stenty      | Jícnový stent slouží k uvolnění stenózy jícnu, aby mohl člověk opět jíst a pít. Jícnový stent se používá hlavně při léčbě rakoviny jícnu. |           |
| Koronární stenty    | Koronární stenty jsou implantovány během perkutánní koronární intervence, známé také jako angioplastika. U řady nemocných s ischemickou chorobou srdeční významně zlepšuje symptomy, a tím i kvalitu života. |           |
| Lékové Stenty (DES) | Tyto stenty mají v dnešní době vysoké uplatnění hlavně v koronárních stentech. Jeho funkce souvisí s obsahem léčiva nejčastěji na povrchu stentu, kde se postupně uvolňuje léčivá látka a zabraňuje tak vzniku restenózy. Tato vlastnost stentu povyšuje DES nad klasické síťované kovové stenty.                  |           |
| Ostatní             | Další typy stentů jsou například duodenální, žlučníkové, slinivkové stenty, které jsou přizpůsobeny svému umístění. |           |

### Stenty dle použitých materiálů
| Název                 | Popis | Ilustrace |
| --------------------- | --- | --------- |
| Kovové stenty         | Kovové stenty představují první generaci stentů a jsou dodnes považovány za standard. Jsou vytvořeny z roztažitelné síťoviny. Kvůli poměrně příznivé ceně jde o nejčastěji využívanou konstrukci stentů, i když se procento jejich využití v poslední době mírně snižuje ve prospěch modernějších technologií. |           |
| Bioaktivní stenty     | Jedná se o jednu z novějších technologií výroby stentů. Bioaktivní stenty jsou vyrobeny z biokompatibilních materiálů a předchází tak možným negativním reakcím organizmu na přítomnost stentu. Využití biokompatibilních materiálů však zvyšuje cenu stentu. |           |
| Stenty z umělých hmot | Jedná se o alternativu ke kovovým stentům. Nejčastějším materiálem je polymer kyseliny mléčné. Díky využití tohoto materiálu se stent v organizmu samovolně rozpouští. Obvyklá doba rozpuštění stentu se pohybuje okolo 24 měsíců od implantace. Od implantace se stent neustále roztahuje a tím pádem by po jeho rozpuštění měla zůstat daná struktura průchozí. Velké využití mají tyto stenty u dětí, u nichž by během růstu mohlo dojít k uvolnění stentu. |           |

## Zdravotní riziko
- Pacienti s kovovým stentem nemohou z bezpečnostních důvodů podstoupit vyšetření magnetickou rezonancí (MRI)